# Maison de la liberté
La Maison de la liberté est un bâtiment de quatre étages situé dans la partie sud de Panmunjeom (Joint Security Area). Elle se situe en face de son équivalent nord-coréen, le pavillon Phanmun. Elle est située à 130 mètres au sud-ouest de la Maison de la paix, au sud de Panmunjeom. La Maison de la liberté a été reconstruite le 9 juillet 1998 après la démolition de l'ancienne maison de la liberté.
Le bâtiment a accueilli le Sommet entre les Corées et les États-Unis de 2019. C'était également l'un des nombreux lieux envisagés pour le sommet Corée du Nord-États-Unis de 2018, qui serait finalement organisé à Singapour.

## Rencontres
La Maison de la liberté est l’un des principaux lieux de rencontre intercoréen avec la Maison de la paix.
Le 27 avril 2018, le sommet intercoréen entre Kim Jong-un et Moon Jae-in a eu lieu à la Maison de la liberté. Panmunjeom et la Maison de la paix avaient été connotées négativement, mais après le succès du sommet d'avril 2018, la presse internationale a désormais perçu ces lieux de manière plus positive.
Peu de temps après le sommet intercoréen, le 30 avril 2018, le président américain Donald Trump a suggéré que la Maison de la liberté était un lieu propice pour discuter de la dénucléarisation et d'un traité de paix sur la péninsule coréenne lors du sommet Trump – Kim Jong-un de 2018.
Ce sommet était le premier à se tenir plus de 65 ans après la guerre de Corée, d'autre part les anciens présidents américains s'étaient déjà rendus de temps en temps dans la Zone coréenne démilitarisée (DMZ).
La Maison de la liberté, ainsi que la Maison de la paix, ont été les premières options annoncées publiquement pour les lieux possibles du sommet, lorsque Trump a tweeté : « De nombreux pays sont envisagés pour la rencontre, mais la Maison de la Paix/Maison de la Liberté, à la frontière entre la Corée du Nord et la Corée du Sud, soit un site plus représentatif, important et durable qu'un pays tiers ? Je me demande juste ! » Selon des informations diplomatiques obtenues par CNN, le chef suprême de la Corée du Nord, Kim Jong-un, avait accepté de rencontrer Trump à la DMZ.
Une réunion entre Trump, Kim Jong-un et Moon Jae-in a eu lieu le 30 juin 2019. Le 30 juin 2019, Donald Trump et Moon Jae-in ont rencontré Kim Jong-un à la DMZ, et Trump et Kim ont tenu une heure de sommet à la Maison de la liberté,.

## Galerie

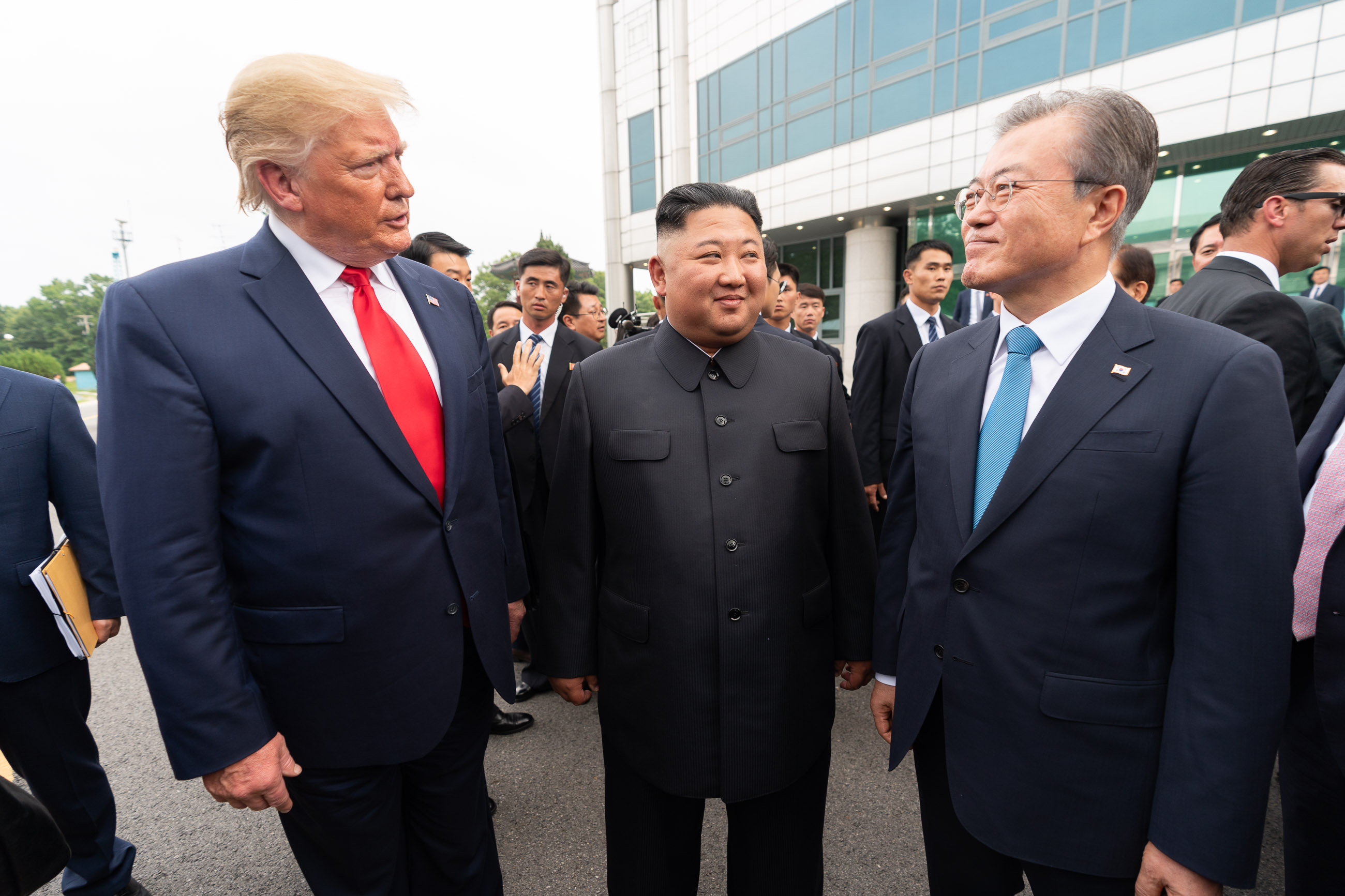
Les trois dirigeants discutant devant la Maison de la liberté.
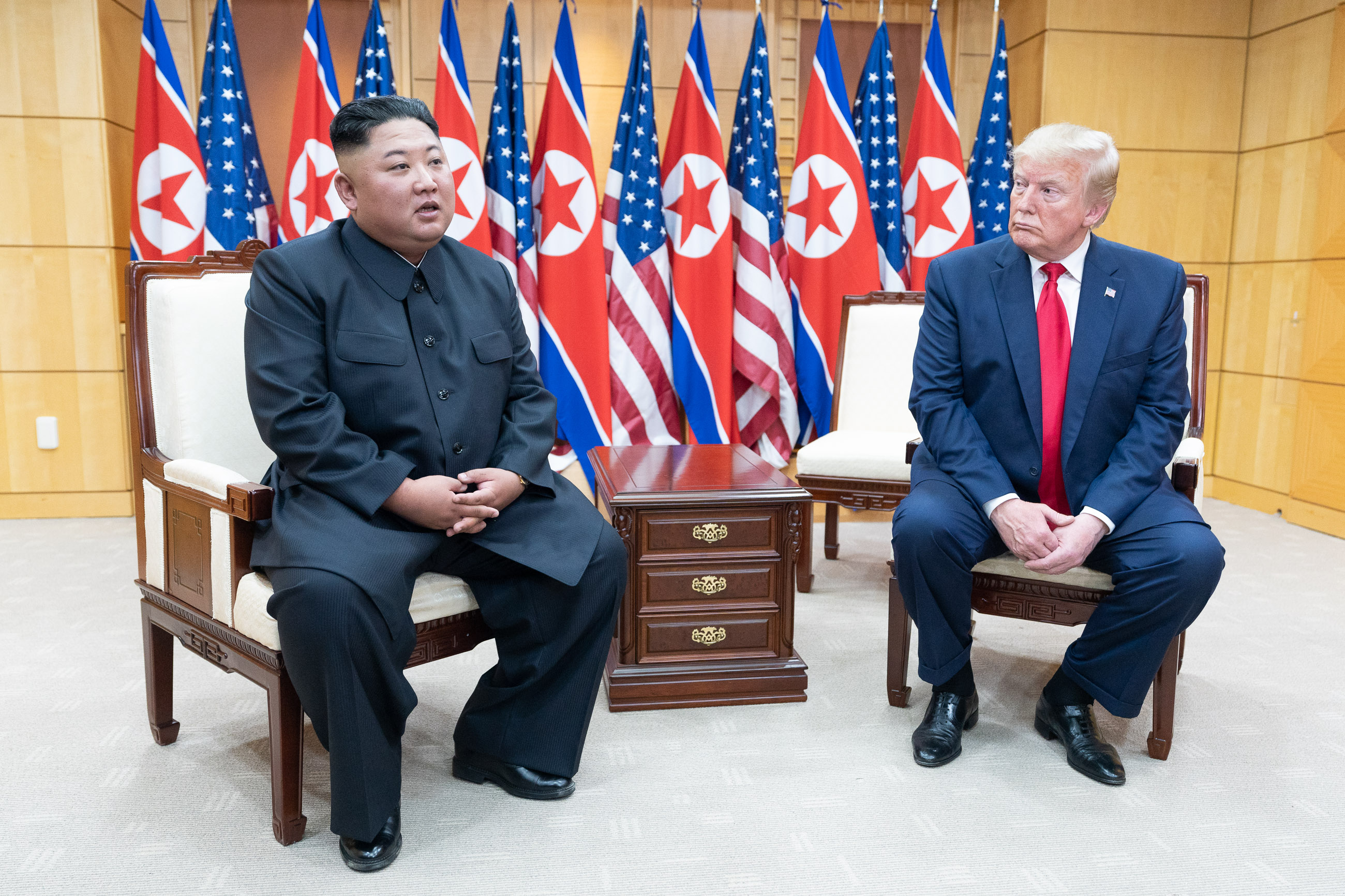
Le président Trump et le président Kim s'adressant aux journalistes à propos du Sommet 2019 Corées-États-Unis à la DMZ.